# Odiel
Odiel és un riu andalús pertanyent a la conca atlàntica que neix a la Serra d'Aracena a 660 metres d'altitud, en un lloc anomenat Marimateos. Desemboca a la ria de Huelva on conflueix amb el riu Tinto a la Punta del Sebo Els seus principals afluents són: Escalada, Meca, Olivargas, Oraque, Santa Eulalia i El Villar. Disposa d'una conca pròpia de 990 quilòmetres quadrats. Fa 150 km de llargada.
Era anomenat Urius durant l'Imperi Romà i la seva desembocadura era un gran centre de comerç com va demostrar el contingut d'una troballa arqueològica fenícia i grega anomenada "Depósito de la Ría de Huelva" datat en el 1000 aC,